# Lake Forest (Illinois)
Lake Forest è un comune degli Stati Uniti d'America, situato in Illinois, nella Contea di Lake. Vi si trova la sede principale della Tenneco.